# Materia esotica
La materia esotica è materia composta prevalentemente da particelle effimere, ovvero che decadono dopo poco tempo dalla loro produzione. Studiate attraverso i raggi cosmici, possono anche essere prodotte in laboratorio (ad esempio negli esperimenti condotti negli acceleratori). Sono composte principalmente da muoni, tau e dai tre tipi di neutrini e tutta una serie di particelle strane, ovvero particelle composte da quark di tipo strange, charm, bottom, top.
Con l'aggettivo "esotico" si indicano in fisica spesso anche particelle, campi o più in generale condizioni e oggetti che non sono previste dalla teoria comunemente accettata nel campo della fisica a cui si fa riferimento, e richiederebbero una modificazione di essa. Il termine in genere non viene utilizzato in modo univoco.
Il 4 ottobre 2016, David Thouless, Duncan Haldane e Michael Kosterlitz, vincono il Premio Nobel per la Fisica in quanto "hanno contribuito a comprendere i comportamenti esotici della materia".